# Leon Panetta
Leon Edward Panetta (Monterey, Kalifornia, 1938. június 28. –) olasz származású amerikai politikus, 2011. július 1-je és 2013. január 7-e között az USA védelmi minisztere, ezt megelőzően 2009-2011. között a CIA 19. igazgatója.

## Politikai pályafutása
1977-1993-ig Kalifornia állam egyik képviselője a washingtoni kongresszusban. Elsősorban költségvetési, élelmezési és környezetvédelmi kérdésekkel foglalkozott.
A Clinton-kormányban 1994-1997-ig a Fehér Ház kabinetfőnöke.
Tagja volt annak a kétpárti szakértői csoportnak, amely 2006-ban az iraki helyzetet elemezte, és  számos javaslatot tett a Bush-kormány Irak-politikájának megváltoztatására.
Barack Obama amerikai elnök 2009. január 5-én nevezte ki a CIA igazgatójává, posztját február 13-ától foglalta el, majd 2011. április 28-án az elnök őt jelölte az USA védelmi miniszteri posztjára, ezt a posztot 2011. július 1-je és 2013. január 7-e között töltötte be.